# کاکتوس سفیدبرفی
کاکتوس سفیدبرفی (نام علمی: Espostoa lanata) نام یک گونه از سرده کاکتوس‌های سپیدمو است.